# Joachim Camerarius le Jeune
Pour les articles homonymes, voir Joachim Camerarius et Camerarius.
Joachim Camerarius le Jeune, né le 6 novembre 1534 et mort le 11 octobre 1598 à Nuremberg, est un médecin et botaniste allemand.

## Biographie
Fils du philosophe Joachim Camerarius l'Ancien (1500-1574), Joachim Camerarius le Jeune a étudié la philosophie sous Philippe Melanchthon (1497-1560), la médecine avec Johann Crato von Krafftheim (de) (1519-1585). Il étudie à Wittenberg et dans d'autres universités et voyage en Hongrie et en Italie. Dans ce pays, où il séjourne assez longtemps, il obtient le titre de médecin à l'université de Bologne. Il rencontre, à Pise, Andrea Cesalpino.
De retour en Allemagne, dans sa ville natale, il y fonde un jardin botanique. Il est l'ami de Gabriel Fallope (1523-1572), de Girolamo Capivaccio (?-1589), d'Hieronymous Fabricius ab Aquapendente (1537-1619), d'Ulisse Aldrovandi (1522-1605) et de nombreux savants européens. Il décida les magistrats de Nuremberg à créer une Académie de médecine[Lequel ?] dont il fut le doyen.
Camerarius le Jeune s'occupe de l'édition des œuvres de Pierandrea Mattioli (1500-1577) en allemand : Kreuterbuch (1586) et en latin : De plantis Epitome (1586). Hortus medicus et philosophicus est une œuvre personnelle qui paraît en 1588 où il note ses observations, notamment celles qu'il a pu glaner durant ses voyages.
Camerarius aimait les plantes et s'intéressait vivement à l'économie rurale ; aussi se fit-il dessiner un jardin botanique où il fit venir les végétaux les plus rares. De nombreux botanistes du monde entier lui vinrent en aide en lui faisant parvenir des espèces précieuses. Il se rendit aussi acquéreur de la bibliothèque botanique de Conrad Gessner (1516-1565) ainsi que de 1 500 gravures qui la complétaient. Le nom de Camerarius est surtout célèbre dans le monde de la bibliophilie pour son recueil d'emblèmes puisés dans l'histoire naturelle, qui fut publié en 4 centuries entre 1590 et 1604.

## Publications
- Hortus medicus, 1588
- Symbolorum et emblematum ex re herbaria desumtorum centuria una collecta a Joachimo Camerario (« Première centurie de symboles et emblèmes choisis par Joachim Camerarius dans le domaine des plantes »). Symbolorum et emblematum ex animalibus quadrupedibus desumtorum centuria altera collecta a Joachimo Camerario (« Autre centurie de symboles et emblèmes choisis par Joachim Camerarius dans le domaine des animaux quadrupèdes »). Symbolorum et emblematum ex volatilibus et insectis desumtorum centuria tertia collecta a Joachimo Camerario (« Troisième centurie de symboles et emblèmes choisis par Joachim Camerarius dans le domaine des volatiles et insectes ») 1590-1596, nombreuses rééditions.
- Commentaires sur Matthiole
- Eklekta Georgika, Sive Opuscula Quaedam de Re Rustica, partim collecta, partira composita a Joachimo Camerario. Inclytae Reipub. Norib. Medico., . Editio iterata auctior. Noribergae (Nuremberg), Paul Kaufmann, 1596. L'ouvrage est un recueil érudit d'opuscules sur l'agriculture extraits des auteurs anciens. Il comprend un catalogue des écrivains anciens et modernes qui ont écrit sur cette science. L'ouvrage commence par des proverbes et sentences d'agriculture ; puis viennent les préceptes pratiques. Suit la description d'un bas-relief ancien ; une longue lettre d'Alberti Lolius, traduite de l'italien en latin par Camerarius ; une autre d'Aeneas Sylvius ; un poème néo-latin sur la vie rustique par Lazarus Bonamici et enfin le catalogue des auteurs rustiques classés par nationalités.